# Паужетка (река)
Паужетка — река на юге полуострова Камчатка. Длина 24 км, площадь бассейна 148 км². Протекает по территории Усть-Большерецкого района.
Берёт начало на склоне вулкана Камбальный. Течёт в северном направлении. Впадает в реку Озерную слева на расстоянии 27 километров от её устья. Ширина реки в среднем течении — 10 метров, глубина — 0,6 метра, скорость течения 2,5 м/с.
В Паужетку впадает множество ручьёв, крупнейший из которых — Ледниковый.
На реке находится одноимённый посёлок, в котором находится Паужетская геотермальная электростанция.
По данным Государственного водного реестра относится к Анадыро-Колымскому бассейновому округу. Код водного объекта — 19080000212120000024538.

## Комментарии
1. ↑  В государственном водном реестре обозначен как Левая Паужетка (Левая Паужетка : [рус.] / textual.ru // Государственный водный реестр : [арх. 15.10.2013] / Минприроды России. Дата публикации: 29.03.2009.).